# 添田壽一
- 添田壽一
- 添田寿一

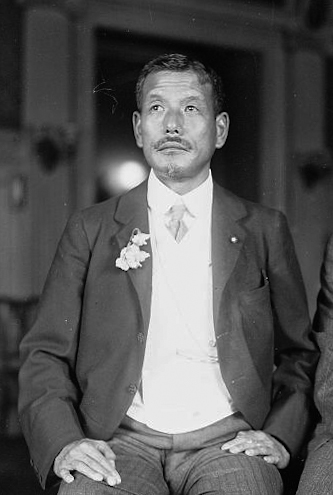
1913年の添田壽一

添田 壽一（そえだ じゅいち、元治元年8月15日（1864年9月15日） - 昭和4年（1929年）7月4日）は、明治・大正期の財政家（大蔵官僚）・銀行家・実業家・経済学者・官庁エコノミスト。法学博士（1899年）。貴族院議員。筑前（現在の福岡県）の出身。日本法律学校（現日本大学）の設立に加わった。
近代日本における財政確立の功労者の一人であるとともに、経済学の教育・普及に尽力した「官庁エコノミスト」の先駆け的人物として知られている。

## 経歴

### 東大卒業まで
1864年、筑前国遠賀郡広渡村（現・福岡県遠賀郡遠賀町）の職人・添田新三郎の三男として生まれる。出生当時は添田家は相当の資産家であったが、父新三郎が私欲が無く慈善を好んだため資産を使い果たし、家族と共に7歳から諸国を流浪することとなる。幼少より書道の才能があり、わずか8歳にして号を「筑紫山濤」と称し書によって家計を助けており、書の神童と言われたほどであったが、時の大阪府知事渡辺昇に書いた書を見せたところ、渡辺はそのあまりの才能を惜しみ添田の硯と落款を庭の敷石に叩き付け、書などではなく学業に専心し大成せよと諭した。これにより、添田は書の道ではなく学業によって立身することを志すことになった。上京した添田は小舟町の鰹節問屋の小僧として働きながら、1877年（明治9年）に東京英語学校の夜間部に通ったのち、東京大学予備門文科に入学。1880年（明治13年）に大阪専門学校に入学、旧福岡藩主・黒田家の給費生となる。1882年（明治15年）東京大学に入学した。東大ではフェノロサや田尻稲次郎のもとで「理財学」（経済学）を学び、1884年（明治17年）政治学理財学科を卒業した。

### 大蔵官僚として
東大卒業後は、先に入省していた旧師・田尻の勧めにより、同期卒業の阪谷芳郎とともに大蔵省に入省したが、同年非職となりヨーロッパに自費留学した。これは黒田家の私学である藤雲館（現・福岡県立修猷館高等学校）において教鞭を執っていた関係から、黒田家13代目当主黒田長成の洋行に同行したものである。イギリスでは1884年からユニヴァーシティ・カレッジ・ロンドンで学んだ後、ケンブリッジ大学に入学し政治経済学を学び、マーシャルの講義を受講している。1887年、ドイツのハイデルベルク大学で学んだ後、約3年にわたる留学から帰国して大蔵省に復帰、主税官に命じられた。大蔵省では旧師であり上司でもある田尻の知遇も得て、入省後しばらくは主税畑を歩き1890年以降は銀行行政に携わり国立銀行処分に関与した。1893年には貨幣制度調査会特別委員となり、日清戦争後の賠償金により金本位制への移行がなされた際には、金本位制実施を主張する復命書の起草にあたり、これを基にした貨幣法の国会審議のなかで政府委員として田口卯吉など反対派への説得に努め同法の制定に貢献した。1898年隈板内閣が成立すると、田尻の後任として大蔵次官に就任するが、同年末の倒閣により次官辞任とともに大蔵官僚としての生活も終えることになった。

### 学究・エコノミストとして
添田は現役の大蔵官僚としての生活の傍ら、東京帝国大学、東京専門学校（現・早稲田大学）、専修学校（現・専修大学）、学習院などで経済学を講じており（恩師・上司であった田尻稲次郎が設立した専修学校では、同僚・同期の阪谷芳郎とともに出講し商業史などを担当）、1889年には、山田顕義・宮崎道三郎・金子堅太郎らと共に日本法律学校（現・日本大学）の創立に参加している。同時にまた雑誌で経済問題を論じるなど、経済学の啓蒙普及活動に務め、当時においては単なる官僚でなくエコノミストとして一般に知られる存在であった。1890年、英で雑誌『エコノミック・ジャーナル』が創刊されると日本通信員を委嘱され、日本の経済学の現状に関するレポートなどを寄稿している。

### 社会政策への関心
添田はまた、日清戦争後、社会問題の顕在化を背景に結成された社会政策学会に参加している。彼は「健全なる国民の発育」の観点から工場法の制定の必要を認めており、1896年の農商工高等会議ではこれに反対する渋沢栄一（のち賛成に転じた）らを前に自説を強く主張した。退官後に開催された1907年の社会政策学会第1回大会では資本と労働の調和の重要性を説いている。
社会政策学会における添田は、「主従の情誼」や家族主義・温情主義に基づく政策を唱道する最右派とされ、先述の第1回大会でもより急進的な部分を代表する高野岩三郎・福田徳三からの批判を受けている。しかし早くから社会政策の必要に着目した先見性は師の田尻や同僚の阪谷には見られないものであり、幅広い視野をもつ開明派官僚であったといえる。

### 退官後から死まで
退省後の添田は、銀行家・実業家・政治家・学究として多彩な活動を続けた。法学博士の学位（当時は経済学博士の学位が存在しなかったため）を受けた1899年、同郷の友人である杉山茂丸の推薦により、日本統治下にあった台湾の中央銀行である台湾銀行の設立に参画し、自ら初代頭取に就任した。その後、1902年の日本興業銀行設立、1912年の日仏銀行設立にもそれぞれ参画し、前者については初代総裁を務めた。
大正期に入って、いわゆる排日法と言われるカリフォルニア州外国人土地法のロビー活動にあたったが、力及ばず1913年に同法は可決した。1914年には第2次大隈内閣の鉄道院総裁となり、前任の仙石貢を引き継ぎ鉄道広軌化を目指したが、実現には至らなかった。1925年には勅選貴族院議員となり、その死まで在任していた。また友愛会設立（1912年）への関与と同会顧問就任、労資協調の調査機関である協調会（1919年発足）への参加、志を同じくする実業家・武藤山治が1923年に結成した実業同志会への参加は、先述した社会問題への関心の延長線上にあるものだった。
1929年（昭和4年）胃癌から癌性腹膜炎を併発して死去（享年66）。通信員として関わった『エコノミック・ジャーナル』には、添田に対する追悼文が掲載された（同誌に追悼文が掲載された日本人は彼だけであり、ケインズが追悼文を書いた唯一の日本人でもある）。墓は青山霊園にある。

## 年譜
- 1864年：出生。

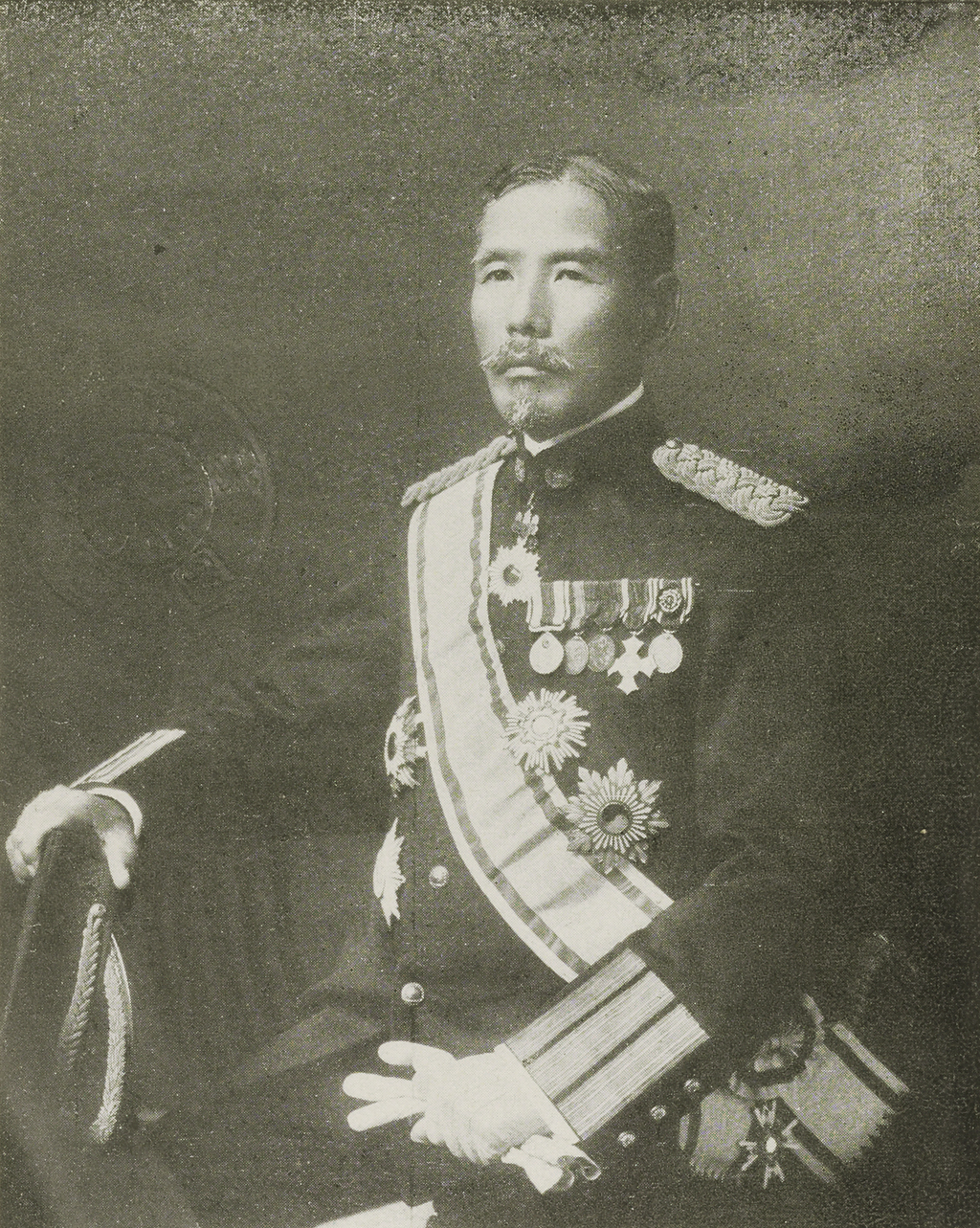
添田壽一

- 1884年：東京大学政治学理財学科卒業。大蔵省に入省し、主税局御用掛。
- 1884年：非職。英ケンブリッジ大学などに留学。
- 1887年：留学から帰国。主税官となり主税局調査課。
- 1890年：同局監査課。ついで大蔵省参事官。
- 1891年：大蔵大臣秘書官。
- 1893年：監査局長心得。ついで大蔵書記官兼参事官・官房第三課長となる。
- 1897年：大蔵省監督局長。
- 1898年：大蔵次官。同年末に辞職し大蔵省も退職。
- 1899年：法学博士の学位を取得。台湾銀行初代頭取（ - 1901年）。
- 1902年：日本興業銀行初代総裁（ - 1913年）。
- 1913年：中外商業新報（現・日本経済新聞）社長
- 1915年：鉄道院総裁（ - 1916年）。
- 1916年：報知新聞社長。
- 1925年：貴族院議員（12月1日[11]）、ついで台湾銀行監査役となり、ともに死去まで在任。
- 1929年：死去。

## 親族
- 坂口康蔵 - 三女の夫。医師。東京帝国大学教授。貴族院勅選議員。
- 五十嵐敬止 - 長女・いちの養父。貴族院多額納税者議員、衆議院議員。

## 栄典
位階
- 1890年（明治23年）10月8日 - 従六位[12]
- 1898年（明治31年）12月10日 - 従四位[13]

勲章等
- 1911年（明治44年）8月24日 - 金杯一組[14]
- 1915年（大正4年）11月10日 - 大礼記念章[15]
- 1916年（大正5年）1月19日 - 勲一等瑞宝章[16]
- 1921年（大正10年）7月1日 - 第一回国勢調査記念章[17]

## 主要な著作

### 単著
- 『豫算論綱』（完） 博文館、1891年
- 『歳計論』（政治學經濟學法律學講習全書：第22編） 博文館、1891年
- 『財政通論』（上下編） 金港堂書籍、1892年
- 『法制経濟大意』（法制篇） 金港堂書籍、1899年
- 『法制経濟大意』（経濟篇） 金港堂書籍、1899年
- 『破壞思想と救治策』 博文館、1911年
- 『富國策論』（述 / 菊池暁汀：編） 丸山舎、1911年
- 『實用一家經濟法』（述 / 菊池曉汀：編） 大學館、1913年
- 『最新通俗經濟講話』（菊池曉汀：編）  大學館、1914年
- 『國家個人富強策』（菊池曉汀：編） 大學館、1914年
- 『戰後國民經濟策』 大鎧閣、1919年
- 『財政經濟講話』 日本書院、1924年

### 翻訳
- 惹穏 (ゼボン) 著、添田寿一 訳、井上哲次郎 閲 編『論理新編』丸家善七、1883年。